# Martin Kokšál
Martin Kokšál (* 19. listopadu 1969) je bývalý český fotbalista, záložník.

## Fotbalová kariéra
V české lize hrál za FC Dukla Příbram. Nastoupil v 1 ligovém utkání, gól v lize nedal.

## Ligová bilance
| Ročník                       | Zápasy | Góly | Klub             |
| ---------------------------- | ------ | ---- | ---------------- |
| Česká fotbalová liga 1996/97 | -      | 2    | FC Dukla Příbram |
| Gambrinus liga 1998/99       | 1      | 0    | FC Dukla Příbram |
| CELKEM 1. česká liga         | 1      | 0    |                  |